# Dentergems Wit
Dentergems Wit was een Belgisch bier. Het werd gebrouwen door Brouwerij Het Anker te Mechelen.

## Geschiedenis
Dentergems Witbier (ook gewoon Dentergems genoemd) kwam in 1985 op de markt en werd toen gebrouwen door Brouwerij Riva te Dentergem, vandaar ook de naam. Het kende veel succes en werd onder meer geëxporteerd naar de Verenigde Staten. In Franstalige streken werd het verkocht als Riva Blanche. Brouwerij Riva nam in 1990 Brouwerij Liefmans over, maar werd in 2002 op haar beurt overgenomen. De nieuwe eigenaars besloten de hele brouwerij “Liefmans” te noemen, zodat Dentergems vanaf dan door brouwerij Liefmans werd gebrouwen.

In 2007 werd brouwerij Liefmans failliet verklaard en stopte de productie van Dentergems. In 2008 nam Brouwerij Duvel Moortgat de failliete brouwerij Liefmans over, maar de productie van Dentergems Witbier werd niet terug opgestart.
In 2011 nam Brouwerij Het Anker het merk Dentergems Witbier over van Duvel Moortgat en startte de productie terug op, op vraag van een Amerikaanse invoerder. In eerste instantie was de productie grotendeels op de Amerikaanse export gericht. Na meer dan 3 jaar verdwenen te zijn, was het merk Dentergems terug te verkrijgen, ditmaal als Dentergems Wit.
Dentergems werd dus gebrouwen door 3 brouwerijen: Riva, Liefmans en Het Anker. In 2017 werd het niet meer gebrouwen.

## Het bier
Dentergems Wit is een witbier (tarwebier) met een alcoholpercentage van 5% en een densiteit van 11,5° Plato.